# Poznański Klub Wioślarek
Poznański Klub Wioślarek – klub wioślarski założony w 1928 roku w Poznaniu. Jeden z niewielu w pełni żeńskich klubów wioślarskich w Polsce. Zlikwidowany w 1951 roku.

## Historia
Inicjatorkami założenia klubu były Mira Leżanka i Anna Gawrońska, a pierwszą prezeską – radczyni Hischbergowa. Teren pod budowę przystani klubowej przekazał wioślarkom pobliski Klub Wioślarski z roku 1904, który początkowo zapewnił też zawodniczkom opiekę trenerską.
W tamtym momencie w Polsce istniały trzy w pełni kobiece kluby wioślarskie: Warszawski Klub Wioślarek (powstały już w roku 1912), Bydgoski Klub Wioślarek (powstały w 1926) oraz Kaliskie Towarzystwo Wioślarek (rok powstania 1927). Z uwagi na duży koszt zakupu szybszych łodzi, wioślarstwo kobiet skupiało się w sporej mierze na turystyce wioślarskiej. Panie nie rywalizowały ponadto na poziomie zawodów międzynarodowych. Międzynarodowa Federacja Wioślarska rywalizację kobiet wprowadziła zresztą do programu organizowanych przez siebie mistrzostw dopiero wiele lat później – w roku 1954. W okresie dwudziestolecia międzywojennego wioślarki rywalizowały w Polsce tylko w nielicznych konkurencjach wioślarskich (i to na dystansach nie przekraczających 1200 m – czyli dystansie krótszym niż mężczyźni): 
- Od powstania PZTW w 1919 do 1939 roku – na czwórkach półwyścigowych (łodziach szerszych i krótszych od łodzi wyczynowych,
- Od 1931 do 1939 roku – dodatkowo na wyczynowych czwórkach ze sternikiem,
- Od 1931 do 1939 roku – dodatkowo na wyścigowych jedynkach[7].

Ostatnią Prezeską Poznańskiego Klubu wioślarek była Digna Spandowska, wybrana w roku 1939. W tym czasie klub liczył 27 członkiń.
Klub został na krótko reaktywowany po II wojnie światowej. Działalność prowadził samodzielnie do grudnia 1949, od 1948 roku korzystając z przystani TW Polonii Poznań. Od stycznia roku 1950 klub został wcielony w skład Zrzeszenia Sportwego "Ogniwo". W lipcu 1951 roku został ostatecznie zlikwidowany i wcielony w skład Klubu Wioślarskiego z 1904 roku.

## Zawodnicy
Najwybitniejszą zawodniczką klubu była skifistka Ałła Dowgird – mistrzyni Polski z roku 1938 i wicemistrzyni z 1939.

## Galeria

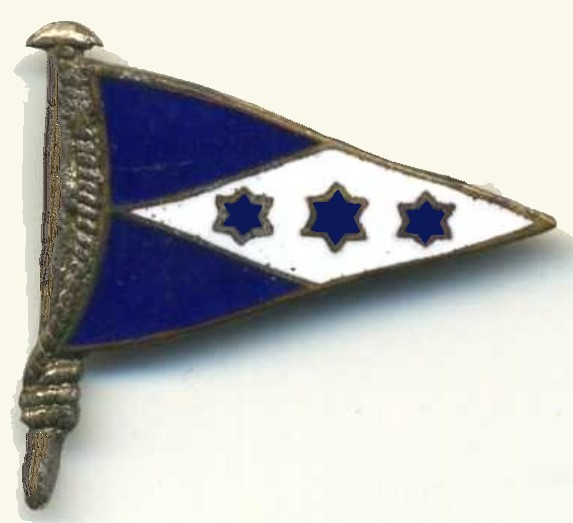
Odznaka klubowa
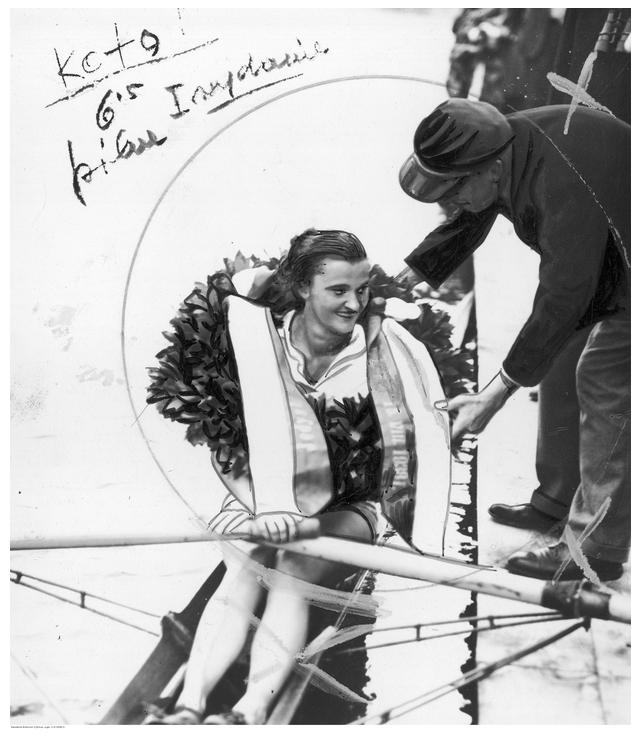
Ałła Dowgird – Mistrzyni Polski w 1938
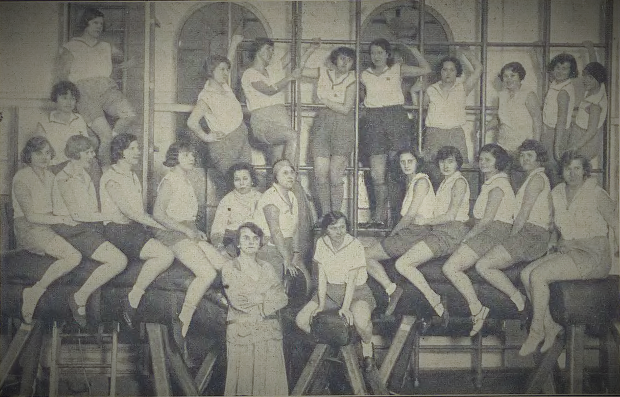
Zaprawa zimowa zawodniczek Poznańskiego Klubu Wioślarek
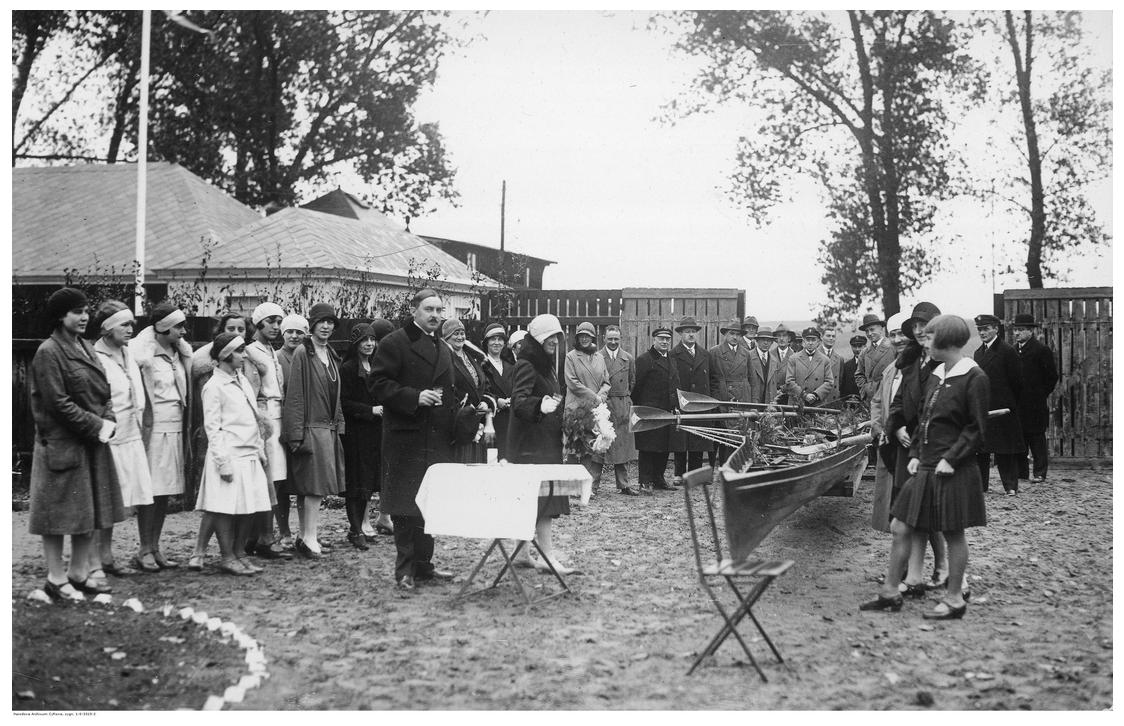
Chrzest łodzi przed budynkiem KW 04